# 光りの街
「光りの街」（ひかりのまち）は、Dragon Ashの27枚目のシングル。2016年11月9日よりMOB SQUAD / Getting Betterから発売。

## 解説
- 表題曲「光りの街」は2011年の東日本大震災後、Dragon Ashがライブ会場で復興支援として販売したグッズの収益を一般社団法人「こころスマイルプロジェクト」へ寄付を行い、寄付金で宮城県石巻市につくられた「スマイルパーク」をツアー中に訪問した際に作曲された楽曲。
- Kjは当時のインタビューで「最初被災地に支援に行ってたころは子供たちが屈託なく笑っている光景を見られる光景ではなかった。それが、少しずつできるようになってきて子供たちが氷が解けるように笑っていられる光景をみて曲を作った」と述懐。
- 初回限定盤[2]は「東北ライブハウス大作戦」[3]の拠点・石巻Blue Resistance[3]で行われたライブ映像16曲収録DVDが同梱。

## 収録曲
作詞：Kj　作曲・編曲：Dragon Ash
1. 光りの街
2. Headbang

## 初回限定盤DVD
Dragon Ash TOUR 2016 "The Lives at 石巻 Blue Resistance"
1. Art of Delta
2. House of Velocity
3. Run to the Sun
4. Blow Your Mind
5. For divers area
6. Neverland
7. 繋がりSUNSET
8. Mixture
9. Headbang
10. Revive
11. 百合の咲く場所で
12. The Live
13. Circle
14. Fantasista
15. Lily
16. morrow